# شهرستان نجف
شهرستان نجف یک منطقهٔ مسکونی در عراق است که در نجف واقع شده‌است.